# Isabela (provincie)
Isabela is een provincie van de Filipijnen in het noordoosten van het eiland Luzon. De provincie maakt deel uit van regio II (Cagayan Valley). De hoofdstad van de provincie is Ilagan. Bij de census van 2015 telde de provincie bijna 1,6 miljoen inwoners.

## Geografie

### Bestuurlijke indeling
Isabela bestaat uit 3 steden en 34 gemeenten.

#### Steden
- Cauayan
- Ilagan
- Santiago

#### Gemeenten
| - Alicia - Angadanan - Aurora - Benito Soliven - Burgos - Cabagan - Cabatuan - Cordon - Delfin Albano - Dinapigue - Divilacan - Echague | - Gamu - Jones - Luna - Maconacon - Mallig - Naguilian - Palanan - Quezon - Quirino - Ramon - Reina Mercedes | - Roxas - San Agustin - San Guillermo - San Isidro - San Manuel - San Mariano - San Mateo - San Pablo - Santa Maria - Santo Tomas - Tumauini |

Deze steden en gemeenten zijn weer verder onderverdeeld in 1055 barangays.

## Demografie
Isabela had bij de census van 2015 een inwoneraantal van 1.593.566 mensen. Dit waren 103.921 mensen (7,0%) meer dan bij de vorige census van 2010. Ten opzichte van de census van 2000 was het aantal inwoners gegroeid met 305.991 mensen (23,8%). De gemiddelde jaarlijkse groei in die periode kwam daarmee uit op 1,29%, hetgeen lager was dan het landelijk jaarlijks gemiddelde over deze periode (1,72%).

De bevolkingsdichtheid van Isabela was ten tijde van de laatste census, met 1.593.566 inwoners op 12414,93 km², 128,4 mensen per km².

## Economie
Uit cijfers van het National Statistical Coordination Board (NSCB) uit het jaar 2003 blijkt dat 30,1% (11.808 mensen) onder de armoedegrens leefde. In het jaar 2000 was dit 34,6%. Isabela is daarmee iets armer dan het landelijk gemiddelde van 28,7% en staat 59e op de lijst van provincies met de meeste mensen onder de armoedegrens. Van alle 79 provincies staat Isabela 61e op de lijst van provincies met de ergste armoede.